# Loona
Loona (кор. 이달의 소녀; ханча 이달의 少女, стилізується як LOOΠΔ) — південнокорейський жіночий музичний гурт, створений Blockberry Creative. Щомісяця, починаючи з жовтня 2016 року, гурт випускав сингл або мініальбом, представляючи таким чином нову учасницю чи саб-юніт. Наприкінці проєкту 12 дівчат дебютували як один гурт.
З 2022 по 2023 рік, після низки судових позовів, учасниці LOONA  розірвали контракти з BlockBerry Creative і підписали їх з новими лейблами: Йоджін, Ґо Вон, Хеджу, Хьонджін і Віві підписали контракт з CTDENM та дебютували як Loossemble у вересні 2023 року; Ів підписала контракт з Paix Per Mil і дебютувала як сольна артистка в березні 2024 року; Хіджін, Кім Ліп, Джінсоль, Чхвері та Хасиль підписали контракт з Modhaus і дебютували як Artms в травні 2024 року.

## Назва
Англійська назва LOONA походить від корейських букв ㅇㄷㅇㅅㄴ, кожна з яких є початковою приголосною складів, що утворюють 이달의 소녀. При перестановці на ㄴㅇㅇㄷㅅ нагадує LOONA в латинському алфавіті.

## Історія

### Предебютний проєкт таMix Nine

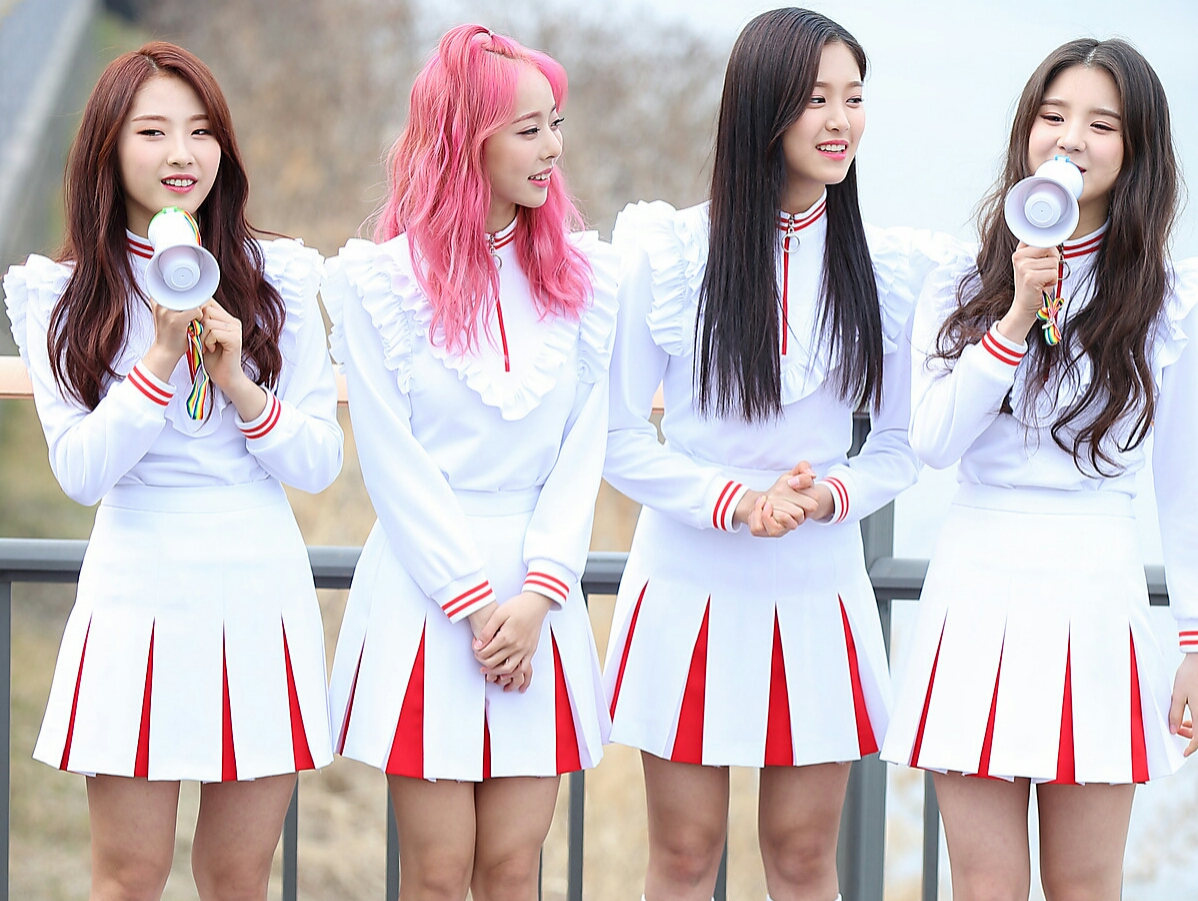
Loona 1/3 у березні 2017

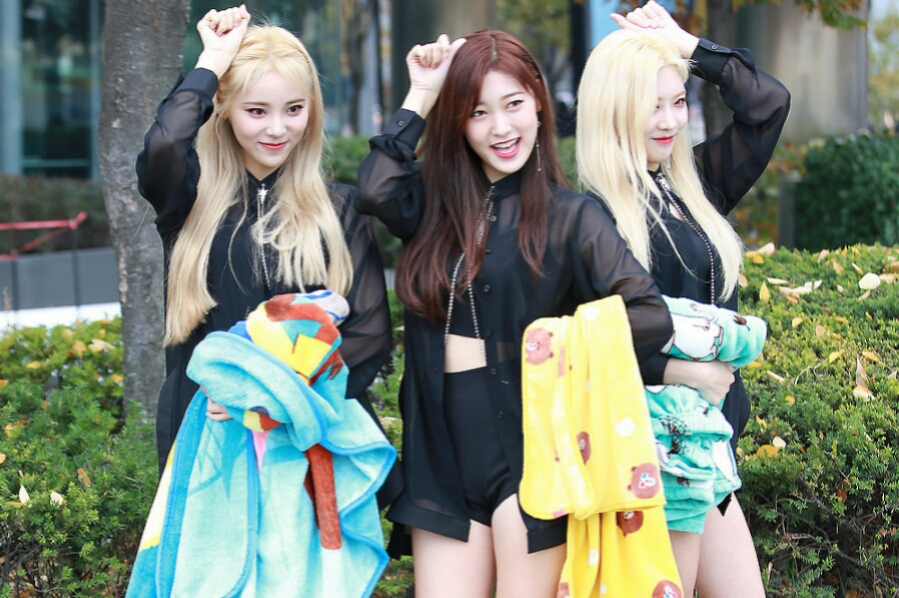
Odd Eye Circle у листопаді 2017

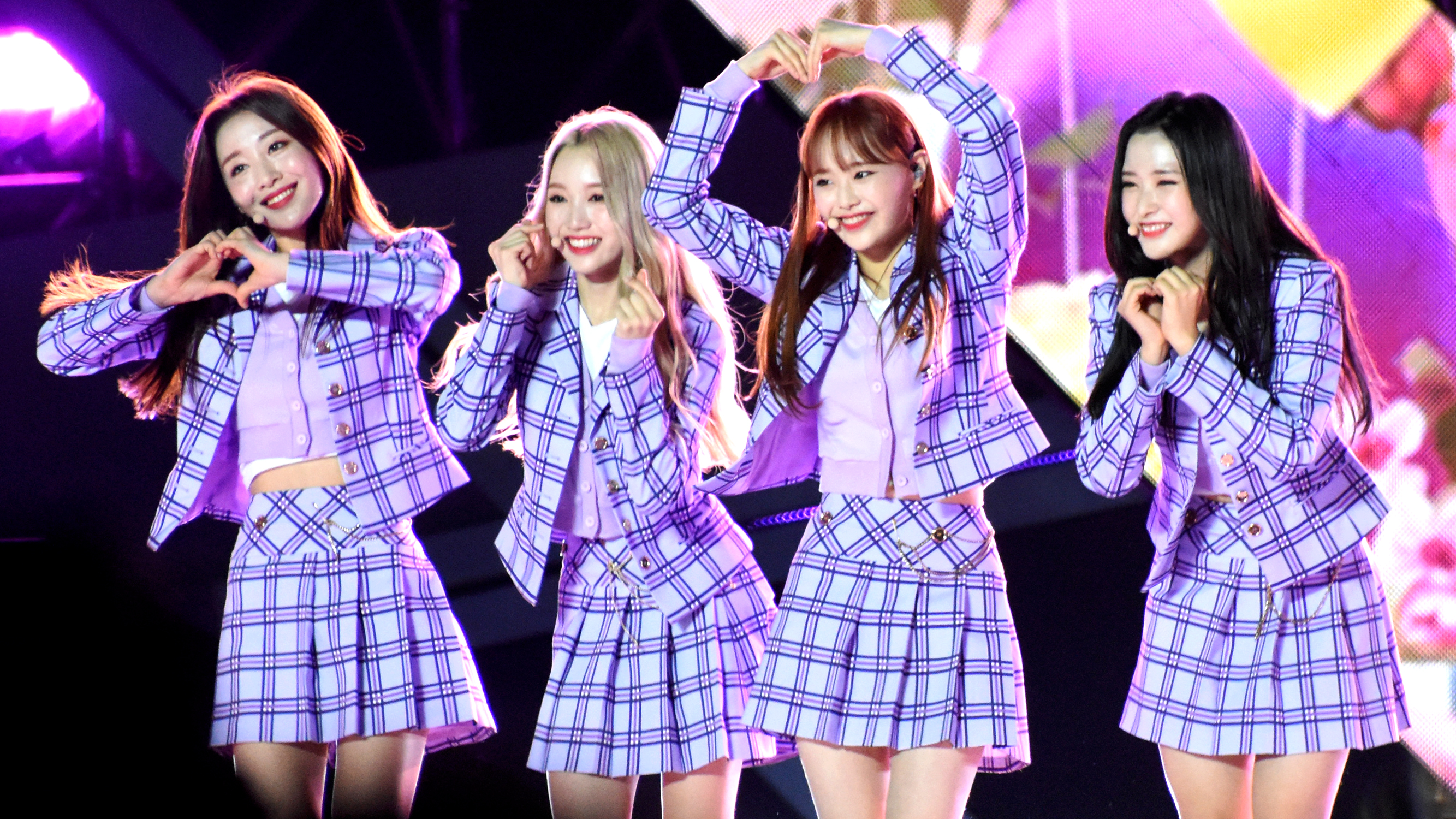
Loona yxyy у вересні 2018

28 вересня 2016 року Blockberry Creative випустили тизер першого кліпу гурту. 2 жовтня компанія оголосила за допомогою порталу Naver, що гурт планує дебютувати у складі 12 дівчат після попереднього проєкту.
З жовтня 2016 по січень 2017 були представлені перші чотири учасниці гурту: Хіджін, Хьонджін, Хасиль та Йоджін. Кожна дівчина випустила сингл-альбом. У лютому було оголошено формування першого саб-юніту гурту LOOΠΔ 1/3. До його складу увійшли Хіджін, Хьонджін, Хасиль та нова учасниця гурту — Віві. Дівчата випустили мініальбом Love&Live з однойменним головним синглом 13 березня. Офіційний дебют саб-юніту відбувся 12 березня на музичному шоу Inkigayo каналу SBS. 27 квітня LOONA 1/3 випустили перевидання свого дебютного альбому, що отримало назву Love&Evil.
З квітня по липень вийшло ще 4 сингл-альбоми: соло Віві, а також соло нових учасниць — Кім Ліп, Джінсоль та Чхвері. 21 вересня другий саб-юніт — LOOΠΔ / ODD EYE CIRCLE, до складу якого увійшли Кім Ліп, Джінсоль і Чхвері, випустив свій дебютний мініальбом Mix&Match. В той же день дівчата офіційно дебютували на музичному шоу M! Countdown каналу Mnet. 31 жовтня LOOΠΔ / ODD EYE CIRCLE випустили перевидання свого альбому, в який були включені 3 нові пісні з головним синглом «Sweet Crazy Love», що отримав назву Max&Match.
У вересні 2017 року стало відомо, що Хіджін, Хьонджін, і Хасиль пройдуть прослуховування на участь в шоу на виживання від YG Entertainment Mix Nine каналу JTBC. Хіджін і Хьонджін успішно пройшли і прослуховування дійшли до фіналу, в якому Хіджін посіла 4-те місце.
З листопада 2017 року по січень 2018 вийшло ще 3 сингл-альбоми, що представляли нових учасниць гурту — Ів, Чу і Ґо Вон. У березні вийшов сингл-альбом останньої, дванадцятої, учасниці гурту Хеджу (раніше – Олівія Хе). 30 березня відбувся реліз дебютного мініальбому beauty&thebeat нового юніта під назвою LOOΠΔ yyxy, до складу якого увійшли Ів, Чу, Ґо Вон та Хеджу.

### 2018—2019: Дебют з[+ +]і[X X]

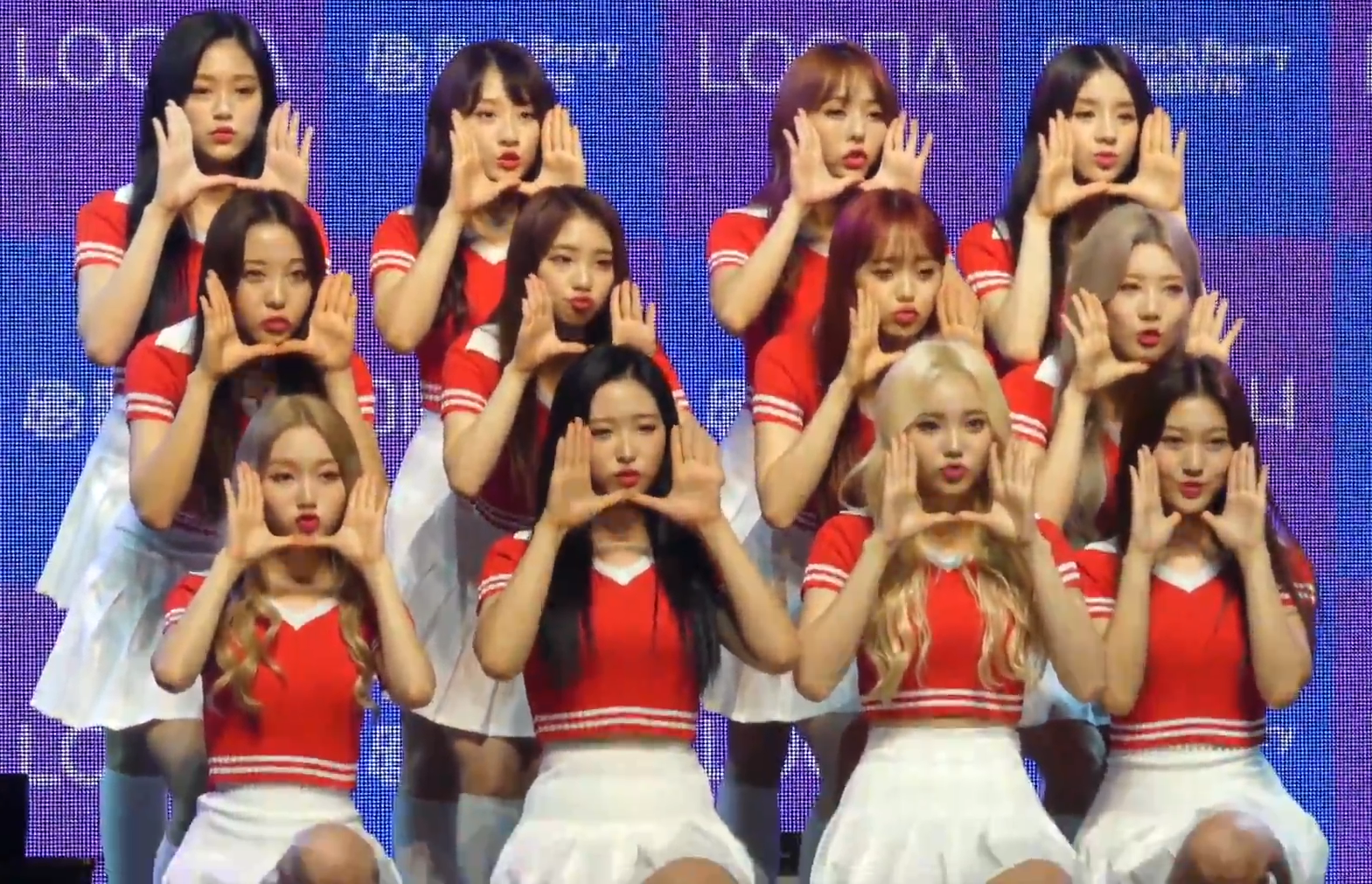
Loona на дебютному шоукейсі, серпень 2018 року.

7 серпня 2018 року вийшов головний сингл «favOriTe» з дебютного мініальбому [+ +]. Альбом вийшов 20 серпня, разом з кліпом на головний сингл «Hi High». 19 лютого 2019 року вийшло перевидання дебютного альбому гурту, що отримало назву [X X] з шістьма додатковими треками, включаючи новий сингл «Butterfly».
17 серпня Loona вперше відвідали США, виступивши на фестивалі KCON 2019 в Лос-Анджелесі. 13 грудня гурт випустив сингл під назвою «365» як пісню-подяку своїм шанувальникам.

### 2020—2021:[#],[12:00],[&], дебют в Японії та судовий позов Чу

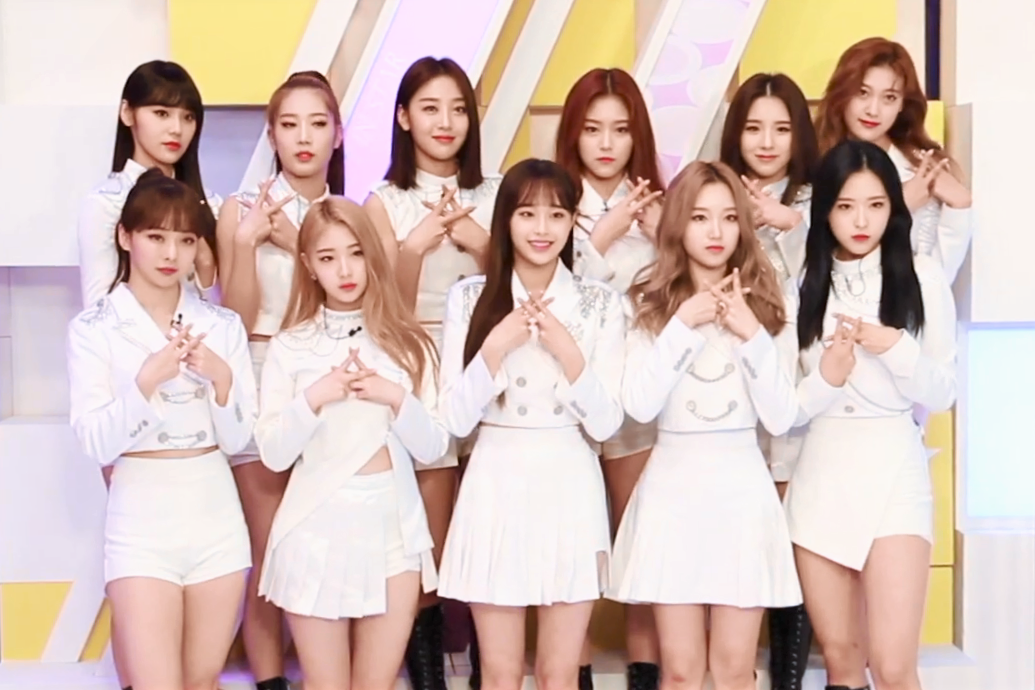
Loona у лютому 2020 року.

7 січня 2020 року Blockberry Creative оголосили, що лідерка Хасиль не братиме участь в промоушені майбутнього альбому через проблеми з психічним здоров'ям. 5 лютого Loona випустили свій другий мініальбом [#] з головним синглом «So What». 12 березня гурт виграв свій перший трофей на музичному шоу M Countdown.
19 жовтня Loona випустили свій третій мініальбом [12:00] з головним синглом «Why Not?». 17 вересня Blockberry Creative підтвердили, що Хасиль не буде брати участь у поверненні на власний розсуд, щоб зосередитися на відновленні свого здоров'я. В чарті альбомів Gaon [12:00] дебютував на 4-му місці, ставши першим альбомом Loona, що увійшов у  Billboard 200, дебютувавши на 112-му місці.
18 листопада Loona випустили кліп на ще одну пісню з альбому [12:00], «Star». Досягнувши 40-го місця в топ-40 Billboard Mainstream, Loona стали другим жіночим k-pop гуртом, що увійшла у чарт.
1 червня 2021 року Loona оголосили, що повернуться 28 червня зі своїм четвертим мініальбомом [&] з головним синглом «PTT (Paint The Town)». На наступний день, 2 червня, в офіційних акаунтах Loona в соціальних мережах було опубліковано тизер, що показував дванадцять очей. Це підтверджувало повернення Хасиль, яка була у відпустці через проблеми з психічним здоров'ям з початку 2020 року. 12 червня учасниці гурту Йоджін, Кім Ліп, Чхвері та Ґо Вон випустили пісню «Yum-Yum» у співпраці з Cocomong.
27 червня Loona оголосили в кінці свого спеціального кліпу, що дебютують в Японії 15 вересня під лейблом Universal Music Japan. 27 серпня було оголошено, що Loona випустять подвійний сингл «Hula Hoop / StarSeed» 15 вересня, а 20 жовтня вийде на фізичному компакт-диску.
У грудні учасниця Чу подала заяву до суду на призупинення її ексклюзивного контракту з Blockberry Creative.

### 2022:Queendom 2,Flip Thatта вихід Чу з групи
11 і 12 лютого 2022 року відбулася фан-зустріч Loonaverse: From на Jangchung Arena. Однак Чу була відсутня за станом здоров'я. 21 лютого канал Mnet оголосив, що Loona братиме участь у реаліті-шоу Queendom 2. 28 лютого було оголошено, що група не братиме участь у записі першого раунду, який відбувся в той же день, оскільки за кілька днів до запису в учасниць Хасиль, Йоджін та Віві було діагностовано COVID-19. 29 березня було повідомлено, що клопотання Чу, після її заяви в грудні 2021 року, було частково задоволено. 2 червня Loona посіла друге місце у прямому ефірі фіналу шоу. Наступного дня Loona оголосили, що вони випустять свій спеціальний літній міні-альбом Flip That 20 червня. 25 листопада Blockberry Creative оголосили, що Чу було вигнано з групи начебто через «зловживання владою». Раніше в березні повідомлялося, що вона частково виграла судовий позов, поданий в грудні 2021 року. Через три дні JTBC Entertainment News повідомила, що всі учасники, крім Віві і Хьонджін згодом подали заяву на призупинення своїх ексклюзивних контрактів з Blockberry Creative. Однак Blockberry Creative спростували цю заяву. 12 грудня компанія опублікувала тизер, який оголосив про повернення Loona з їхнім шостим міні-альбомом під назвою [0] 3 січня 2023 року. Однак у світлі жорстокого поводження з учасниками фанати організували бойкот майбутньому альбому і тому 22 грудня Blockberry Creative оголосила про перенесення повернення на невизначений термін. Як пізніше виявилося дівчата подали судові позови через несправедливі умови контракту, згідно з якими 70% прибутку від діяльності групи отримувала компанія, а 30% — учасниці, при цьому кожна зі сторони брала на себе половину витрат (50/50), тобто таким чином учасниці не отримували зарплатню, і лише накопичували борги; при цьому Blockberry Creative фактично збанкрутувала у 2021 році.

### 2023—теперешній час: вихід решти учасників з Blockberry Creative
13 січня 2023 року було повідомлено, що оскільки умови контрактів Хіджін, Кім Ліп, Джінсоль і Чхвері ідентичні умовам контракту Чу, суд задовольнив їхні прохання про розрив з агентством, але зміни до контрактів Хасиль, Йоджін, Ів, Ґо Вон і Хеджу, внесені у 2021 році, призвели до того, що суд відмовив їм. Наступного дня Blockberry Creative оголосила, що готується зробити заяву щодо майбутньої діяльності Loona. 1 лютого Star News повідомила, що Blockberry Creative подала петицію до Корейської асоціації менеджменту розваг, щоб заборонити Чу брати участь в усіх розважальних заходах у Південній Кореї, і що вони планують зробити те ж саме й для чотирьох учасниць, які нещодавно виграли позов. 3 лютого повідомлялося, що Хьонджін та Віві збираються призупинити свої контракти з Blockberry Creative. 17 березня Хіджін, Кім Ліп, Джінсоль і Чхвері підписали ексклюзивні контракти з Modhaus. 31 березня в інтерв’ю з генеральним директором Modhaus, колишнім креативним директором Blockberry Creative Джейденом Чоном, стало відомо, що ці чотири учасниці вже записують музику під новим лейблом. 9 травня було повідомлено, що Хьонджін і Віві виграли суд та порвали з Blockberry Creative, через два дні обидві учасниці підписали контракт із CTDENM. 16 червня було оголошено, що решта учасниць, а саме Хасиль, Йоджін, Ів, Хеджу і Ґо Вон, розірвали свої контракти з Blockberry Creative після виграшу позову проти агентства. 21 червня було оголошено, що Хасиль підписала контракт з Modhaus. 24 червня Blockberry оголосила, що планує подати судовий позов проти учасників. 5 липня повідомлялося, що Йоджін, Ґо Вон і Хеджу підписали ексклюзивні контракти з CTDENM.

## Амбасадорство
У травні 2021 року Loona були призначені новими амбасадорами корейської культури за кордоном. Міністерство культури, спорту та туризму Південної Кореї оголосило про це 10 травня, відзначаючи п'ятдесяту річницю створення Корейської служби культури та інформації (KOCIS), що є філією міністерства. 

## Учасниці
| Сценічне ім'я    | Сценічне ім'я    | Сценічне ім'я    | Справжнє ім'я    | Справжнє ім'я    | Справжнє ім'я    | Дата народження             | Позиція в гурті                                 |
| Українською      | Латиницею        | Хангилем         | Українською      | Латиницею        | Хангилем/ ханча  | Дата народження             | Позиція в гурті                                 |
| Поточні учасниці | Поточні учасниці | Поточні учасниці | Поточні учасниці | Поточні учасниці | Поточні учасниці | Поточні учасниці            | Поточні учасниці                                |
| ---------------- | ---------------- | ---------------- | ---------------- | ---------------- | ---------------- | --------------------------- | ----------------------------------------------- |
| Джінсоль         | JinSoul          | 진솔             | Чон Джін Соль    | Jeong Jinsol     | 정진솔           | 13 червня 1997 (28 років)   | Реперка, вокалістка, віжуал                     |
| Кім Ліп          | Kim Lip          | 김립             | Кім Чон Ин       | Kim Jungeun      | 김정은           | 10 лютого 1999 (26 років)   | Вокалістка, танцюристка                         |
| Чхвері           | Choerry          | 최리             | Чхве Є Рім       | Choi Yerim       | 최예림           | 4 червня 2001 (24 роки)     | Реперка, танцюристка, вокалістка                |
| Хіджін           | Heejin           | 희진             | Чон Хі Джін      | Jeon Heejin      | 전희진           | 19 жовтня 2000 (24 роки)    | Танцюристка, вокалістка, реперка, центр, віжуал |
| Віві             | ViVi             | 비비             | Вон Кахей        | Wong Kahei       | 黃珈熙           | 9 грудня 1996 (28 років)    | Вокалістка                                      |
| Ґо Вон           | Go Won           | 고원             | Пак Че Вон       | Park Chaewon     | 박채원           | 19 листопада 2000 (24 роки) | Реперка, танцюристка, вокалістка                |
| Йоджін           | YeoJin           | 여진             | Ім Йо Джін       | Im Yeo-jin       | 임여진           | 11 листопада 2002 (22 роки) | Вокалістка, макне                               |
| Ів               | Yves             | 이브             | Ха Су Йон        | Ha Sooyoung      | 하수영           | 24 травня 1997 (28 років)   | Танцюристка, вокалістка, реперка                |
| Хеджу            | HyeJu            | 혜주             | Сон Хе Чжу       | Son Hyeju        | 손혜주           | 13 листопада 2001 (23 роки) | Танцюристка, реперка, вокалістка                |
| Хасиль           | Haseul           | 하슬             | Чо Ха Силь       | Cho Haseul       | 조하슬           | 18 серпня 1997 (27 років)   | Лідерка, вокалістка, реперка                    |
| Хьонджін         | HyunJin          | 현진             | Кім Хьон Джін    | Kim Hyunjin      | 김현진           | 15 листопада 2000 (24 роки) | Танцюристка, вокалістка, реперка, віжуал        |
| Колишні учасниці |                  |                  |                  |                  |                  |                             |                                                 |
| Чу               | Chuu             | 츄               | Кім Джі У        | Kim Jiwoo        | 김지우           | 20 жовтня 1999 (25 років)   | Вокалістка, обличчя гурту                       |

### Саб-юніти
- LOOΠΔ 1/3 (이달의 소녀 1/3): Віві, Хасиль (лідер саб-юніту[51]), Хіджін, Хьонджін[52]
- LOOΠΔ Odd Eye Circle (이달의 소녀 오드아이써클): Джінсоль, Кім Ліп (лідер саб-юніту[53]), Чхвері[54]
- LOOΠΔ yyxy (이달의 소녀 yyxy, youth youth by young): Ів (лідер саб-юніту), Чу, Ґо Вон, Хеджу[55]

## Дискографія

### Мініальбоми
- [+ +] (2018)
- [x x] (2019)
- [#] (2020)
- [12:00] (2020)
- [&] (2021)
- Flip That (2022)

## Фільмографія

### Телесеріали
| Рік       | Мережа  | Назва                                  | Учасниці | Нотатки   |
| --------- | ------- | -------------------------------------- | --- | --------- |
| 2017-2018 | YouTube | Do You Remember the First Time We Met? | Хасиль, Хіджін, Хьонджін (основні персонажі (1-2 сезони)) Йоджін, Віві (другорядні персонажі) Кім Ліп, Джінсоль, Чхвері (камео, основні персонажі (3 сезон)) | Вебдорама |

### Розважальні шоу
| Рік           | Назва                  | Нотатки     |
| ------------- | ---------------------- | ----------- |
| 2016 — донині | LOOΠΔ TV               | 744 епізоди |
| 2016 — донині | LOOΠΔ TV Prequel       | 16 епізодів |
| 2017          | New Zealand Story      | 3 епізоди   |
| 2019          | Go Won TV              | 4 епізоди   |
| 2019          | Jinsoul TV             | 4 епізоди   |
| 2020          | LOONA THE TAM          | 5 епізодів  |
| 2020          | LOONA THE TAM Season 2 | 4 епізоди   |
| 2020 — донині | LOONA LOG              | 27 епізодів |

### Телешоу
| Рік  | Назва      | Роль         | Прим.  |
| ---- | ---------- | ------------ | ------ |
| 2022 | Queendom 2 | Конкурсантки | [ 62 ] |

## Тури і концерти

### Тури
- Loonatheworld Tour (2022)

### Хедлайнери
- Loonabirth — Debut Concert (++) in Seoul (19 серпня 2018)
- Loonaverse — Comeback Concert (XX) in Seoul (16–17 лютого 2019)
- LOOΠΔ On Wave [LOOΠΔTHEWORLD: Midnight Festival] (20 жовтня 2020)

### Віртуальні концерти
- LOONA On Wave [LOONATHEWORLD: Midnight Festival] (20 жовтня 2020)
- LOONA On Wave [LOONATHEWORLD : &] (28 червня 2021)

### Спеціальні концерти
- Loona Premier Greeting: Line & Up (2018)
- Loona Studio (2018)
- Loona Premier Greeting: Meet & Up (2019)
- Loona Premier Greeting: D&D (2021)

## Реклама та співпраця
19 січня 2017 року компанія Blockberry Creative оголосила, що учасниці LOOΠΔ стали новими моделями косметичного бренду Innisfree. Вони будуть представлені в рекламі Innisfree і публікуватимуться кожного місяця в журналі HighCut.
17 травня 2017 року було оголошено, що дівчата стали обличчям нової RPG «Law of Creation».
13 липня 2018 року стало відомо, що Хіджін стане обличчям рекламної кампанії нового продукту LG Electronics «LG Q7».